# واسکو دا گاما، ریو دو ژانیرو
واسکو دا گاما، ریو دو ژانیرو (به پرتغالی: Vasco da Gama, Rio de Janeiro) یک منطقهٔ مسکونی در برزیل است که در ریودو ژانیرو واقع شده‌است.